# Otto Jaap
Otto Jaap (ur. 4 czerwca 1864 w Triglitz, zm. 14 marca 1922 tamże) – niemiecki nauczyciel, mykolog, botanik i entomolog.

## Życiorys
Urodził się jako syn rolnika w Triglitz w Brandenburgii. Po ukończeniu wiejskiej szkoły w wieku 12 lat wstąpił do gimnazjum miejskiego w Pritzwalk. Tamtejszy rektor zainteresował go z botaniką. Następnie uczęszczał do kolegium nauczycielskiego w Kyritz, gdzie zdał egzamin nauczycielski w 1884 r. Najpierw pracował jako nauczyciel w Jacobsdorfie, a od 1887 r. w szkole dla dziewcząt w Rosenallee w Hamburgu. W 1912 r. z powodu choroby serca przeszedł na wcześniejszą emeryturę i zajął się badaniami naukowymi. Zmarł w Triglitz w wieku 58 lat.

## Praca naukowa
Zajmował się głównie botaniką, zwłaszcza grzybami, mchami i porostami. W 1903 r. opublikował Fungi selecti exsiccati, w 1907 r. Myxomycetes ecsiccati. W 1914 r. wyjechał do Dalmacji i Istrii. Zoolog Ewald Heinrich Rübsaamen zainteresował go owadami. Jaap opisał kilka nowych ich gatunków tworzących galasy na roślinach.
Przy nazwach naukowych gatunków opisanych przez Jaapa podaje się skrót Jaap. Od nazwiska Jaapa utworzono nazwy grzyba Jaapia oraz rodzaje komarów Jaapiella i Jaapiola.